# Čestice (Boemia meridionale)
Čestice è un comune mercato della Repubblica Ceca facente parte del distretto di Strakonice, in Boemia Meridionale.